# One Crazy Summer
One Crazy Summer (originaltitel: One Crazy Summer) är en amerikansk romantisk komedifilm från 1986 i regi av Savage Steve Holland.

## Handling
En blivande serietecknare och hans vänner hjälper en sångare som försöker rädda sin familj egendom från försäljning.

## Rollista (urval)
| Bobcat Goldthwait | – Egg Stork          |
| Curtis Armstrong  | – Ack Ack Raymond    |
| Demi Moore        | – Cassandra Eldridge |
| John Cusack       | – Hoops McCann       |

## Soundtrack
| Sång                    | Artist                       |
| ----------------------- | ---------------------------- |
| Don't Look Back         | Demi Moore                   |
| Take A Bow              | Jaime Segel                  |
| Easy Street             | David Lee Roth               |
| Be Chrool To Your Scuel | Twisted Sister               |
| What Does It Take       | Honeymoon Suite              |
| Dirty Dog               | ZZ Top                       |
| Do It Again             | The Beach Boys               |
| Wouldn't It Be Nice     | The Beach Boys               |
| Fun, Fun, Fun           | The Beach Boys               |
| Fandango                | Herb Alpert                  |
| I Go To Rio             | Peter Allen                  |
| Outa-Space              | Billy Preston                |
| Dancing In The Street   | Martha and The Vandellas     |
| Would I Lie To You      | Eurythmics                   |
| Born To Be Wild         | Steppenwolf                  |
| Down On The Corner      | Creedence Clearwater Revival |
| Wipe Out                | The Surfaris                 |
| Theme from Jaws         | John Williams                |
| In My Room              | The Beach Boys               |